# Günther Graßmann
Günther Graßmann (* 14. Oktober 1900 in München; † 25. November 1993 in Pöcking) war ein deutscher Maler und Graphiker.

## Leben
Graßmann leistete 1918 kurz seinen Militärdienst. 1919 legte er das Abitur am Alten Realgymnasium in München ab. Graßmann studierte 1919 bis 1921 zunächst an der TH München Architektur, dann widmete er sich 1921 bis 1923 dem Studium der Malerei an der Akademie der Bildenden Künste München in der Klasse von Hermann Groeber. Während seines Studiums wurde er Mitglied des AGV München. Anschließend begab sich Graßmann auf eine Bildungsreise, die ihn an den Rhein, nach Amsterdam, Rotterdam, den Haag und Delft (1923/1924), führte. Graßmann war am 8. November 1923 Augenzeuge des Hitlerputsches im Bürgerbräukeller.
Ab 1925 war Graßmann als freischaffender Maler tätig, es erfolgten Studienaufenthalte in Serbien, Spanien (u. a. auf Mallorca) und in den Niederlanden. Er nahm 1927 an der großen Jahresausstellung im Münchner Glaspalast teil. Es folgten Reisen nach Berlin, Dresden, Leipzig, Wien und Prag. Am 29. September 1929 heiratete Günther Graßmann Luise Planck (* 12. April 1902, † 1983), eine Nichte von Max Planck.
In den Jahren 1930 bis 1937 gehörte Graßmann der Ausstellungsgemeinschaft 7 Münchner Maler an.  Zu dieser Künstlervereinigung zählten neben Graßmann noch die in München lebenden Albert Burkart, Franz Doll, Wilhelm Maxon, Otto Nückel, Walter Schulz-Matan sowie Karl Zerbe. 1931 verbrannten zwei Bilder Graßmanns bei der Glaspalast-Katastrophe. 1934 stellte der Künstler auf der Biennale in Venedig aus. Günther Graßmann arbeitete häufig mit den Architekten Bruno Biehler und Hans Döllgast zusammen.
Er protestierte im März 1931 zusammen mit Adolf Hartmann, Christian Hess und Wolf Panizza gegen eine NS-Veranstaltung in München mit Paul Schultze-Naumburg und Alfred Rosenberg. Von 1933 bis zur Zwangsauflösung 1936 war Graßmann Mitglied im Deutschen Künstlerbund und der Münchner Secession (bis zu deren Verbot 1938). Einige Werke Graßmanns entsprachen nicht dem Nazi-Kunstkanon, und 1937 wurden in der Aktion „Entartete Kunst“ nachweislich drei aus öffentlichen Sammlungen beschlagnahmt. Danach verlegte er sich auf Arbeiten im Kasernenbau, dazu kamen z. B. Arbeiten an Mosaiken am Münchner Nordbad. Zusammen mit Alfons Epple, Edgar Ende oder Wolf Panizza bearbeitete Günther Graßmann circa 38 Aufträge des Nazi-Regimes zur malerischen Ausgestaltung von Wehrmachtsgebäuden. Graßmann beschäftigte mehrere Künstler, vor allem Künstler mit Malverbot. Die Bauleitungen von Wehrmacht und Luftwaffe sowie der Reichsautobahnen boten bei künstlerischen Arbeiten gewisse Freiheiten.
1939 bis 1940 leistete Graßmann erneut Militärdienst. Am 11. April 1941 beantragte er die Aufnahme in die NSDAP und wurde zum 1. Juli desselben Jahres aufgenommen (Mitgliedsnummer 8.799.631). 1941 bis 1945 war er als Lehrer an der Städelschule in Frankfurt am Main tätig. 1943 nahm er mit zwei Werken an der großen Ausstellung Junge Kunst im Deutschen Reich im Wiener Künstlerhaus teil, eine der wenigen NS-Ausstellungen, die vorzeitig wegen „Verdachts Entarteter Kunst“ geschlossen wurde.
Im April 1945 kehrte Graßmann nach München zurück. Er lebte vom Verkauf von Gemälden, Zeichnungen, Druckgraphiken sowie von der künstlerischen Gestaltung von Bauwerken. 1950 bemalte Graßmann den Rathausturm in Passau, die Halle der in den 1950er Jahren erbauten Allianz-Generaldirektion am Englischen Garten in München wurde von Graßmann künstlerisch ausgestattet. Zudem war er an der Gestaltung des wiederaufgebauten Alten Rathausturms in München beteiligt.
In München wirkte Graßmann im Sommer 1945 an der Gründung des Berufsverbands bildender Künstler mit. 1946 beteiligte er sich an der Wiederbegründung der Münchner Secession. In den Jahren 1955 bis 1973 war Graßmann der Präsident der Münchner Secession, später deren Ehrenpräsident, seit 1959 blieb er Mitglied der Bayerischen Akademie der Schönen Künste. Der Nachlass Graßmanns liegt im Deutschen Kunstarchiv.

## Werke
- Zwei Fresken mit Aposteldarstellungen am Eingang der Gustav-Adolf-Kirche München-Ramersdorf, 1935

### 1937 als „entartet“ aus öffentlichen Sammlungen beschlagnahmte Werke
- Bucht von Gas-Catella, Aquarell, Städtisches Kunsthaus Kassel, vernichtet
- Die Brücke, Öl auf Leinwand, 55 × 109 cm, Bayerische Staatsgemäldesammlungen München, vernichtet
- Chiemgau, 1933, Mischtechnik auf Holz, 64,5 × 122 cm, Bayerische Staatsgemäldesammlungen München, 1940 an die Sammlung zurückgegeben

### Vorträge und Essays (Auswahl)
- Kunst und Reflexion: das Sichtbare und das Sagbare: Vortrag in der Bayerischen Akademie der Schönen Künste am 18. Oktober 1984, München ca. 1984.
- Kunsttheorie – Maß oder Anmaßung? München 1973.

## Ehrungen
- Bundesverdienstkreuz 1. Klasse (20. Februar 1963)[22]
- Bayerischer Verdienstorden (1966)
- Offizierskreuz des Ordre des Arts et des Lettres (1970)